# 黎來
黎來（越南语：／，？—1418年4月29日），越南屬明時期人物。他曾參加黎利領導的藍山起義，為黎利起兵初期的重要將領之一。
黎來，越南芒族人，出生在今日清化省境內，父名黎喬，有一兄長名黎爛。1416年，當地豪族黎利舉行隴崖會誓，黎來與黎慎、黎文安、黎文零、鄭可、張雷、黎柳、裴國興、黎寧、黎獫、武威、阮廌、丁列、劉仁澍、黎涪、阮理、張斕等十八人一起，與黎利一同祭拜東王公，發動藍山起義以反抗明朝的統治。
藍山起義軍遭到明軍的圍攻，雖曾一度擊退明軍，但軍勢薄弱，被迫退守至靈山。1418年，明軍圍攻至靈山，形勢極為危急。黎來自願假扮黎利以赴國難，穿上黎利的王袍，騎著戰象出陣交戰。明軍誤以為他是黎利，對其圍攻，將他擒獲斬首，隨後退兵，黎利因而倖免於難。
黎利建立後黎朝之後，追封他為太傅、俠郡公。越南民間將他稱為民族英雄，黎來救主的故事在越南民間廣泛流傳著。越南人將其故事與中國的紀信救漢高祖的事蹟相提並論。